# Orlando Magic 2009-2010
La stagione NBA 2009-2010 fu la 21ª stagione della storia degli Orlando Magic che si concluse con un record di 59 vittorie e 23 sconfitte nella regular season, il 1º posto nella Southeast Division e il 2º posto della Eastern Conference.
Nei playoff del 2010, dopo aver sconfitto al primo turno gli Charlotte Bobcats, sconfisse in semifinale gli Atlanta Hawks, per poi perdere le finali di conference contro i Boston Celtics.

## Regular season
| Squadra            | V  | P  | %    |      |
| ------------------ | -- | -- | ---- | ---- |
| Orlando Magic      | 59 | 23 | 72,0 | -    |
| Atlanta Hawks      | 53 | 29 | 64,6 | 6,0  |
| Miami Heat         | 47 | 35 | 57,3 | 12,0 |
| Charlotte Bobcats  | 44 | 38 | 53,7 | 15,0 |
| Washington Wizards | 26 | 56 | 31,7 | 33,0 |

## Playoff

### Primo turno
Gara 1
| 18 aprile 2010 | Orlando Magic | 98 – 89 | Charlotte Bobcats |  |

Gara 2
| 21 aprile 2010 | Orlando Magic | 92 – 77 | Charlotte Bobcats |  |

Gara 3
| 24 aprile 2010 | Charlotte Bobcats | 86 – 90 | Orlando Magic |  |

Gara 4
| 26 aprile 2010 | Charlotte Bobcats | 90 – 99 | Orlando Magic |  |

### Semifinali di Conference
Gara 1
| 4 maggio 2010 | Orlando Magic | 114 – 71 | Atlanta Hawks |  |

Gara 2
| 6 maggio 2010 | Orlando Magic | 112 – 98 | Atlanta Hawks |  |

Gara 3
| 8 maggio 2010 | Atlanta Hawks | 75 – 105 | Orlando Magic |  |

Gara 4
| 10 maggio 2010 | Atlanta Hawks | 84 – 98 | Orlando Magic |  |

### Finali di Conference
Gara 1
| 16 maggio 2010 | Orlando Magic | 88 – 92 | Boston Celtics |  |

Gara 2
| 18 maggio 2010 | Orlando Magic | 92 – 95 | Boston Celtics |  |

Gara 3
| 22 maggio 2010 | Boston Celtics | 94 – 71 | Orlando Magic |  |

Gara 4
| 24 maggio 2010 | Boston Celtics | 92 – 96 OT | Orlando Magic |  |

Gara 5
| 26 maggio 2010 | Boston Celtics | 92 – 113 | Orlando Magic |  |

Gara 6
| 28 maggio 2010 | Orlando Magic | 84 – 96 | Boston Celtics |  |

## Roster
| N° | Naz.                   | Ruolo | Sportivo        | Anno | Alt. | Peso |
| -- | ---------------------- | ----- | --------------- | ---- | ---- | ---- |
| 7  | Stati Uniti (bandiera) | G     | J.J. Redick     | 1984 | 193  | 86   |
| 8  | Stati Uniti (bandiera) | G     | Anthony Johnson | 1974 | 191  | 86   |
| 9  | Stati Uniti (bandiera) | A     | Rashard Lewis   | 1979 | 208  | 98   |
| 12 | Stati Uniti (bandiera) | C     | Dwight Howard   | 1985 | 211  | 109  |
| 13 | Polonia (bandiera)     | A     | Marcin Gortat   | 1984 | 213  | 109  |
| 14 | Stati Uniti (bandiera) | G     | Jameer Nelson   | 1982 | 183  | 86   |
| 15 | Stati Uniti (bandiera) | GA    | Vince Carter    | 1977 | 201  | 98   |
| 20 | Francia (bandiera)     | GA    | Mickaël Piétrus | 1982 | 198  | 98   |
| 22 | Stati Uniti (bandiera) | AP    | Matt Barnes     | 1980 | 201  | 102  |
| 30 | Stati Uniti (bandiera) | AG    | Brandon Bass    | 1985 | 203  | 109  |
| 33 | Stati Uniti (bandiera) | AG    | Ryan Anderson   | 1988 | 208  | 106  |
| 44 | Stati Uniti (bandiera) | G     | Jason Williams  | 1975 | 185  | 86   |

## Staff tecnico
- Allenatore: Stan Van Gundy
- Vice-allenatori: Brendan Malone, Steve Clifford, Patrick Ewing, Bob Beyer, Ahmad Ajami

### Arrivi/partenze
Mercato e scambi avvenuti durante la stagione:
Arrivi
| N° | Naz. | Ruolo | Sportivo |  | Alt. |  |
| -- | ---- | ----- | -------- |  | ---- |  |

Partenze
| N° | Naz. | Ruolo | Sportivo |  | Alt. |  |
| -- | ---- | ----- | -------- |  | ---- |  |

## Premi e onorificenze
- Dwight Howard nominato Difensore dell'anno
- Dwight Howard incluso nell'All-NBA First Team
- Dwight Howard incluso nell'All-Defensive First Team